# Georgi-Dimitroff-Mausoleum

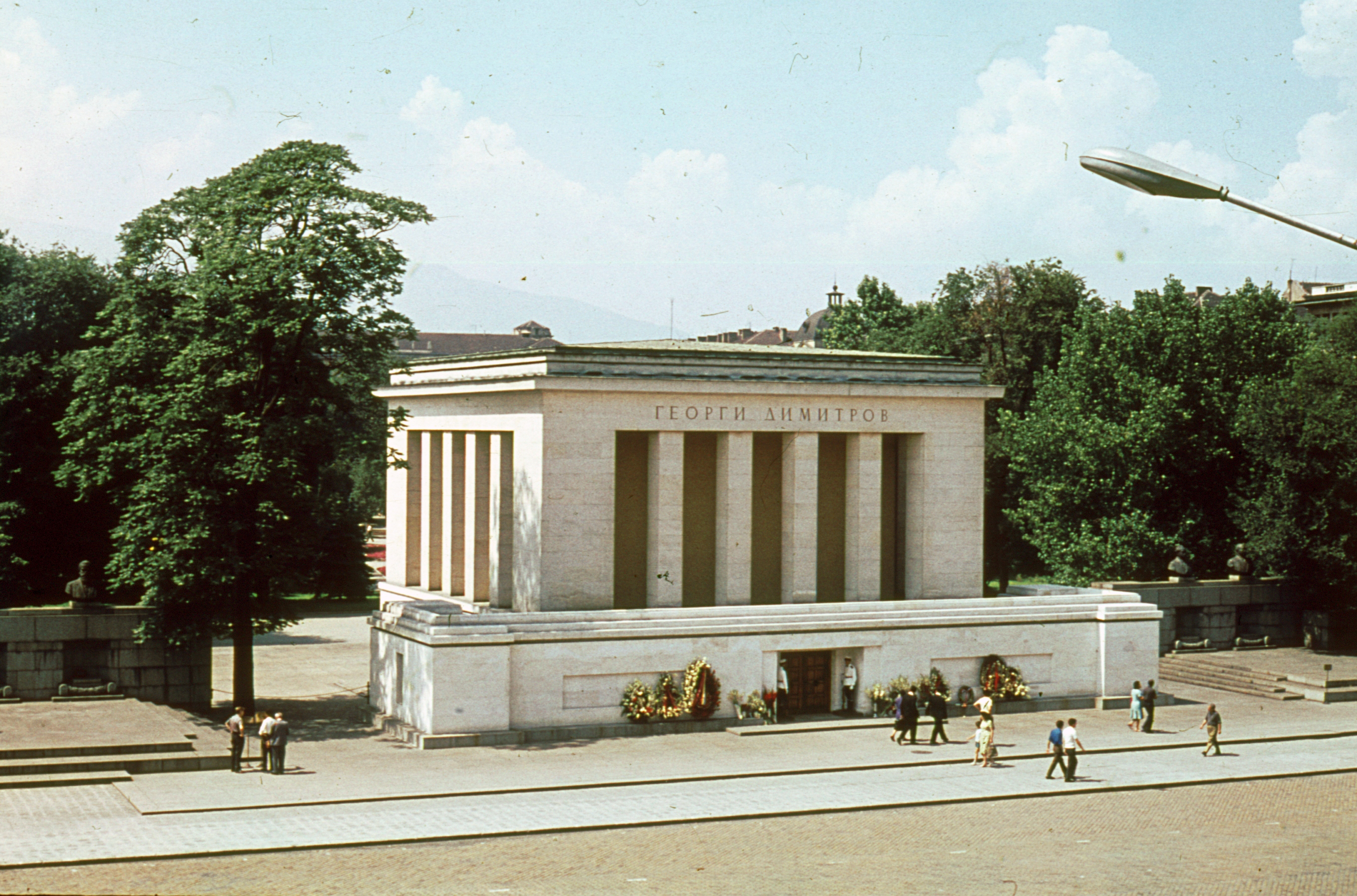
Georgi-Dimitroff-Mausoleum, 1968

Das Georgi-Dimitroff-Mausoleum (bulgarisch Мавзолей на Георги Димитров) in der bulgarischen Hauptstadt Sofia war die Grabstätte des kommunistischen Diktators Georgi Dimitroff (1882–1949). Es wurde 1950 erbaut und 1999 abgerissen.

## Geschichte

### Bau
Bereits einen Tag nach dem Tod von Dimitroff im Juli 1949 hatte der bulgarische Ministerrat unter Leitung von Wassil Kolarow beschlossen, den Leichnam einbalsamieren und nach dem Vorbild des Lenin-Mausoleums in Moskau ein Mausoleum in Sofia zur öffentlichen Aufbahrung errichten zu lassen. Nach einem Architektenwettbewerb wurde der bulgarische Architekt Georgi Owtscharow mit der Ausführung betraut. Zu seinen Mitarbeitern zählten Ratscho Ribarow und Iwan Dantschew. Owtscharows Pläne sahen ein flaches Hallengebäude mit dorischen Säulen vor, was kurz vor der Fertigstellung vom ZK der BKP abgelehnt wurde. Der Bau musste so vereinfacht werden, dass nun an den Seiten und an der Frontseite je vier rechteckige schmucklose Pfeiler zur Anwendung kamen. Im Vorbereich des tempelartigen Gebäudes wurde eine Plattform errichtet. Sie lag etwa zwei bis drei Meter über Straßenniveau und konnte als Tribüne für staatliche Veranstaltungen genutzt werden. Die Bauleitung lag in den Händen des Ingenieurs Georgi Natow, General Iwan Winarow überwachte die Arbeiten. Erst am 1. September 1950 wurde das Mausoleum im Zentrum von Sofia offiziell eröffnet, weil die Einbalsamierung und die Innenausstattung des Gebäudes solange gedauert hatten. Im Feld über den Pfeilern stand in kyrillischen Lettern der Name des Toten.

### Ausstattung
Im Inneren der Halle befand sich der zuvor in Russland einbalsamierte Leichnam von Georgi Dimitroff in einem gläsernen luftdicht abschließbaren Sarg auf rotem Fahnentuch unter konstanten klimatischen Bedingungen (17 ± 0,5 Grad Celsius). Die Temperaturkonstanz konnte mittels eines an den Zähnen befestigten Sensors überwacht und elektronisch nachgeregelt werden. Der Sarkophag wurde während der Besuchszeiten unter Schutzgas gesetzt und die Beleuchtung in der Halle erfolgte mittels spezieller Strahler und vorgesetzter Filter, damit keine biochemischen Reaktionen an dem toten Körper entstehen konnten. Die Decke der Halle erhielt eine Verkleidung mit rotem Tuch, die Kleidung des Leichnams wurde in bulgarischen Textilmanufakturen speziell hergestellt und nach regelmäßigen medizinischen Untersuchungen komplett gewechselt. Ein sowjetisches Expertenteam für die Kontrolle des Leichnams blieb noch bis 1955 in Sofia, dann wurde die Verantwortung an bulgarische Kollegen abgegeben.
Das Mausoleumsgebäude war mit weißem russischen Marmor verkleidet, der später durch einheimisches Material (Wratscha-Stein) ersetzt wurde. Rechts und links des Eingangs wurden Bronzebüsten aufgestellt, neben der von Georgi Dimitroff gab es Darstellungen seiner politischen Weggefährten Dimitar Blagoew, Georgi Kirkow und Wassil Kolarow. Alle technischen Einrichtungen befanden sich im Kellerbereich. Auf der Plattform des Mausoleums stand bei den jährlichen Maidemonstrationen und Militärparaden die Staats- und Parteiführung, auch Repräsentanten befreundeter Länder. Für die Funktionäre soll es im vorderen oder Kellerbereich auch Räumlichkeiten gegeben haben, in denen sie sich bei solchen stundenlangen Veranstaltungen zwischendurch erholen konnten. In den Jahren 1974/75 wurde die Haupthalle des Mausoleums vergrößert und die gesamte technische Ausstattung modernisiert. So war Dimitroff für Besucher aus aller Welt vierzig Jahre lang darin zu sehen, das Mausoleum wurde zu einer Pilgerstätte. Nach dem Abriss des Gebäudes stellte sich heraus, dass im Untergrund 1958 ein Atomschutzbunker eingebaut worden war. Für den Fall eines Krieges gab es auch Pläne, den Leichnam mit einem speziellen Bus in eine Höhle des Balkangebirges verlegen zu lassen.

### Abriss
Am 9. September 1989 diente die Plattform des Mausoleums noch einmal für eine Machtdemonstration des Staates; danach sprühten Demonstranten Graffiti gegen die kommunistische Diktatur auf und forderten politische Veränderungen. Am folgenden Tag wurde das Mausoleum für die Öffentlichkeit geschlossen. Mit dem nun besiegelten Ende der sozialistischen Ära in Bulgarien hielt die neue Regierung den postmortalen Personenkult für nicht mehr zeitgemäß. Zudem verursachte das Mausoleum hohe Betriebs- und Personalkosten. Am 17. Juli 1990 beschloss der bulgarische Ministerrat unter Leitung von Andrei Lukanow, den Leichnam einzuäschern und auf dem Sofioter Zentralfriedhof beizusetzen. Dort erinnern nun ein Grabstein und ein Bildnis an Dimitroff. Das Mausoleumsgebäude wurde am 21. August 1999 gesprengt und die Trümmer bis zum 27. August abgetragen. Der frühere Standort ist nicht mehr zu erkennen; er ist ein Teil des Gartens vor dem Nationaltheater Sofias auf dem Fürst-Alexander-I.-Platz.